# Aphaenogaster albisetosa
Aphaenogaster albisetosa är en myrart som beskrevs av Mayr 1886. Aphaenogaster albisetosa ingår i släktet Aphaenogaster och familjen myror. Inga underarter finns listade i Catalogue of Life.

## Bildgalleri